# Загроди (гміна Горай)
Загроди (пол. Zagrody) — село в Польщі, у гміні Горай Білгорайського повіту Люблінського воєводства.
Населення — 682 особи (2011).
У 1975-1998 роках село належало до Замойського воєводства.

## Демографія
Демографічна структура станом на 31 березня 2011 року:
|          | Загалом | Допрацездатний вік | Працездатний вік | Постпрацездатний вік |
| -------- | ------- | ------------------ | ---------------- | -------------------- |
| Чоловіки | 340     | 84                 | 209              | 47                   |
| Жінки    | 342     | 82                 | 182              | 78                   |
| Разом    | 682     | 166                | 391              | 125                  |